# Kampioenschap van Vlaanderen 2022
La Kampioenschap van Vlaanderen 2022, centoseiesima edizione della corsa e valida come prova dell'UCI Europe Tour 2022 categoria 1.1, si è svolta il 16 settembre 2022 su un percorso di 195,3 km, con partenza e arrivo a Koolskamp, in Belgio. La vittoria è andata all'olandese Fabio Jakobsen, il quale ha completato il percorso in 4h22'59", alla media di 44,558 km/h, precedendo l'australiano Caleb Ewan e il connazionale Dylan Groenewegen.
Sul traguardo di Koolskamp 141 ciclisti, dei 164 partiti dalla medesima località, hanno portato a termine la competizione.

## Squadre e corridori partecipanti
| N.      | Cod. | Squadra                     |
| ------- | ---- | --------------------------- |
| 1-7     | ADC  | Alpecin-Deceuninck          |
| 11-17   | QST  | Quick-Step Alpha Vinyl Team |
| 21-27   | BOH  | Bora-Hansgrohe              |
| 31-37   | IWG  | Intermarché-Wanty-Gobert    |
| 41-47   | COF  | Cofidis                     |
| 51-57   | ARK  | Team Arkéa-Samsic           |
| 61-67   | LTS  | Lotto Soudal                |
| 71-77   | TFS  | Trek-Segafredo              |
| 81-87   | BEX  | Team BikeExchange-Jayco     |
| 91-97   | MOV  | Movistar Team               |
| 101-107 | IPT  | Israel-Premier Tech         |
| 111-117 | DSM  | Team DSM                    |

| N.      | Cod. | Squadra                           |
| ------- | ---- | --------------------------------- |
| 121-127 | EFE  | EF Education-EasyPost             |
| 131-137 | UXT  | Uno-X Pro Cycling Team            |
| 141-147 | BBK  | B&B Hotels-KTM                    |
| 151-157 | BWB  | Bingoal Pauwels Sauces WB         |
| 161-167 | SVB  | Sport Vlaanderen-Baloise          |
| 171-177 | HPM  | Human Powered Health              |
| 181-187 | GRL  | Go Sport-Roubaix Lille Métropole  |
| 191-197 | TIS  | Tarteletto-Isorex                 |
| 201-207 | VWE  | VolkerWessels Cycling Team        |
| 211-217 | MCT  | Minerva Cycling                   |
| 221-227 | BCY  | BEAT Cycling                      |
| 231-237 | EHS  | Elevate p/b Home Solution Soenens |

## Ordine d'arrivo (Top 10)
| Pos. | Corridore       | Squadra      | Tempo    |
| ---- | --------------- | ------------ | -------- |
| 1    | Fabio Jakobsen  | Quick-Step   | 4h22'59" |
| 2    | Caleb Ewan      | Lotto        | s.t.     |
| 3    | D. Groenewegen  | BikeExchange | s.t.     |
| 4    | Luca Mozzato    | B&B          | s.t.     |
| 5    | Timothy Dupont  | Bingoal      | s.t.     |
| 6    | Tim Merlier     | Alpecin      | s.t.     |
| 7    | Gerben Thijssen | Intermarché  | s.t.     |
| 8    | Jon Aberasturi  | Trek         | s.t.     |
| 9    | Pierre Barbier  | B&B          | s.t.     |
| 10   | Amaury Capiot   | Arkéa        | s.t.     |